# Stainby
Stainby est un hameau du district de South Kesteven dans le Lincolnshire, en Angleterre. Il est situé à 3,2 km à l'ouest de la route A1, à 2,4 km à l'est de Viking Way (en) et de la frontière du Leicestershire et à 13 km au sud de Grantham.

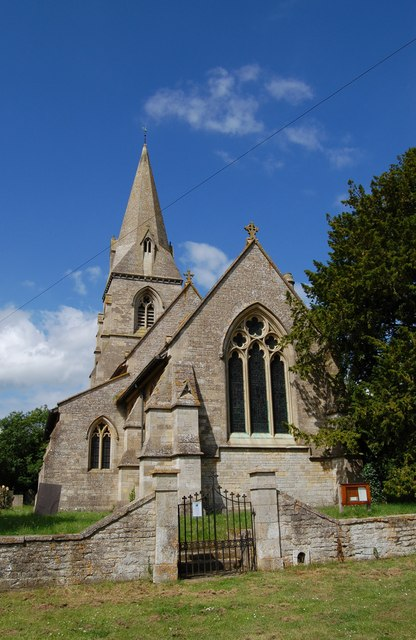
L'Église Saint-Pierre, Stainby

Stainby est nominalement dans la paroisse civile de Gunby and Stainby, bien que la paroisse soit maintenant administrée dans le cadre des paroisses du district de Colsterworth. Stainby était une paroisse à part entière jusqu'en 1931. Les villages adjacents sont Buckminster, North Witham, Colsterworth, Gunby (en), Sewstern (en) et Skillington.
Stainby se trouve sur la route B676 (en) qui relie Melton Mowbray et Colsterworth. La route est fréquentée par des poids lourds de la zone industrielle voisine de Sewstern (en) et par des véhicules se dirigeant des Midlands vers l'Est-Anglie ; un itinéraire alternatif passe par Wymondham et South Witham.
Stainby est enregistré dans le Domesday Book de 1086 sous le nom de "Stigandebi". Les vestiges d'une Motte, probablement associée à l'ancien Manoir, se dressent dans le village. Il est connu sous le nom de Tower Hill.
Il n'y a pas de magasins ou de pubs, les plus proches sont à Colsterworth. L'église, de la route principale, est dédiée à Saint Pierre. L'ancienne carrière de Stainby est un lieu d'événement pour le véhicule tout-terrain.